# HD43770
HD43770 — хімічно пекулярна зоря спектрального класу A1, що має видиму зоряну величину в смузі V приблизно  7,7.
Вона  розташована на відстані близько 436,0 світлових років від Сонця.